# Pain de campagne
Vous pouvez aider à l'améliorer ou bien discuter des problèmes sur sa page de discussion.
- Il ne cite pas suffisamment ses sources. Vous pouvez indiquer les passages à sourcer avec {{référence nécessaire}} ou {{Référence souhaitée}}, et inclure les références utiles en les liant aux notes de bas de page. (Marqué depuis juillet 2025)
- Il semble adopter un ton trop journalistique, voire sensationnaliste. Modifiez son contenu pour adopter un style encyclopédique. (Marqué depuis juillet 2025)

- Archive Wikiwix
- Bing
- Cairn
- DuckDuckGo
- E. Universalis
- Gallica
- Google
- G. Books
- G. News
- G. Scholar
- Persée
- Qwant
- (zh) Baidu
- (ru) Yandex
- (wd) trouver des œuvres sur Wikidata

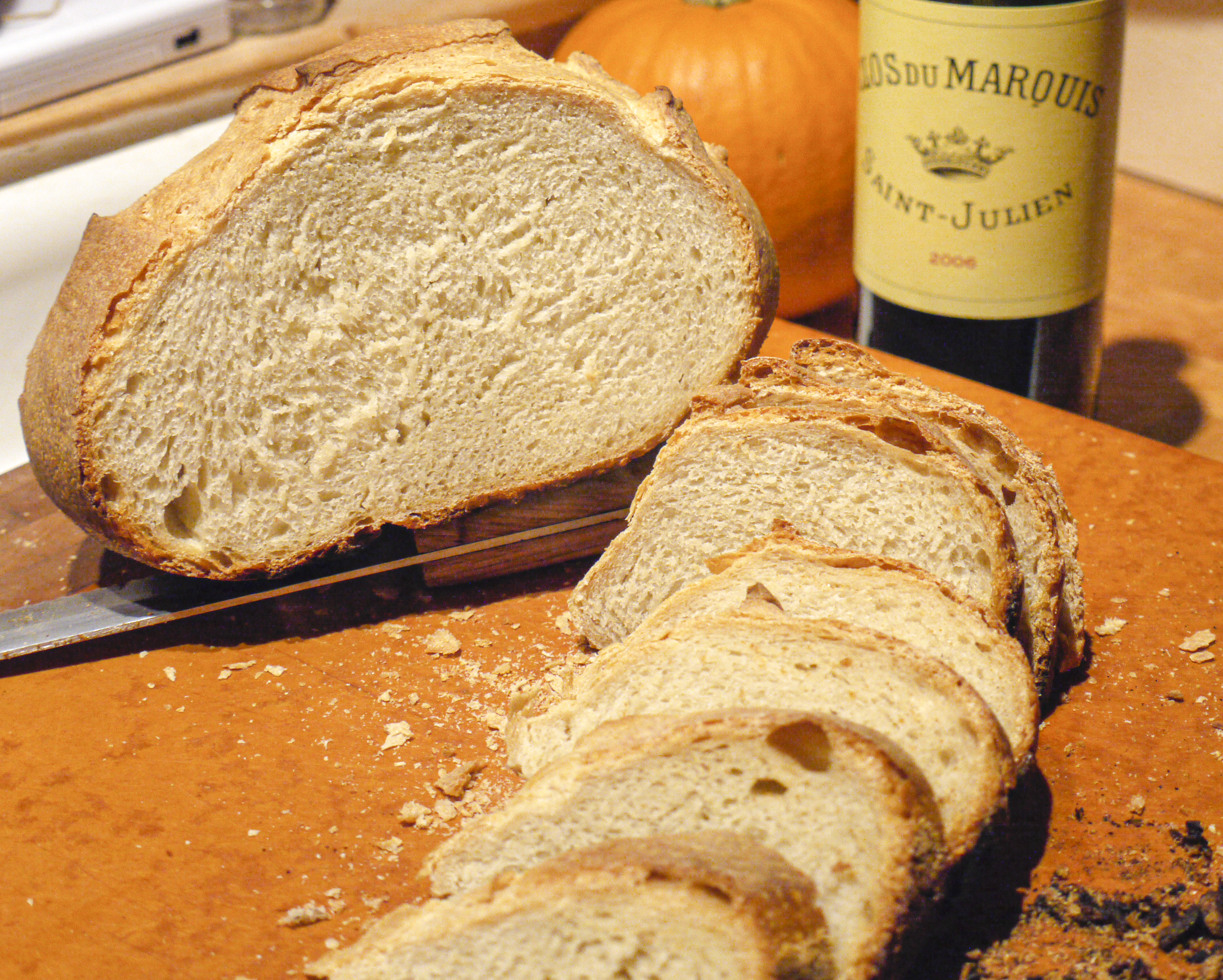
Illustration.

Le pain de campagne, ou pain paysan, est l'appellation donnée en France, dans la seconde moitié du XXe siècle, à certains types de pains de fabrication courante, censés posséder le goût et les caractéristiques du pain ordinaire des campagnes d'autrefois, en opposition au pain à la mie très blanche et de peu de saveur, qui était devenu la norme quasi industrielle dans les décennies suivant la Seconde Guerre mondiale.
C'est donc un pain « citadin », bien rarement fabriqué selon le savoir-faire traditionnel et qui ne justifie pas, au-delà de l'aspect flatteur recherché (même — comme souvent — par saupoudrage d'un peu de farine avant l'enfournage), par ses qualités gustatives et de tenue dans le temps une appellation propre.
Il peut être acheté dans une boulangerie, ou assez facilement être fait à la maison, notamment avec des paquets de farine prête à l'emploi.
Des recettes de « pain de campagne traditionnel » prévoient l'ajout de l'ordre de 10 % de farine de seigle par rapport au blé.

## Le pain de campagne, unpain de guerre?
Habitués à partir de longs mois, les marins avaient le biscuit de mer. Il n'est pas impossible que le « pain de campagne » désigne à l'origine un « pain de campagne militaire », créé par les scientifiques menés par Monge et Berthollet, qui accompagnèrent Napoléon Bonaparte lors de la campagne d'Égypte. En effet, aidés de leurs assistants, dont l'ingénieur Nicolas-Jacques Conté, ces derniers ont amélioré les fours à pain locaux pour en augmenter l'efficacité, autant poussés par l'esprit humaniste des Lumières, que par celui de minimiser les corvées de bois. Sans doute, poursuivant la démarche rationnelle d'optimisation de l'utilisation de ces fours, auraient-ils pu revisiter la forme en « boule » (mot picard d'où vient le mot boulanger) pour une forme longue laissant moins d'espaces libres sur la sole du four.
On sait que Nicolas-Jacques Conté perfectionna les moulins à blé mais aussi le pain. La forme longue s'avère également plus pratique pour nourrir des jeunes gens affamés, fort regardants de la parfaite égalité des portions. La recette particulière et la cuisson, sans doute double (biscuit : bis cuit), devait en porter la conservation de deux à trois semaines, en rendant la croute plus étanche. De plus, une boule entamée par secteurs présente deux surfaces de mie dont la surface d'évaporation de l'eau est plus grande, proportionnellement, au poids total que dans un pain long, pour autant que la bonne cuisson de la croute forme une protection suffisante.

## Composition, recettes et dérivés
Le campagne nature est un pain au levain de seigle et farine demi-complète avec uniquement du levain de la farine, du sel et de l’eau.
Le campagne graines, similaire dans sa composition au campagne nature, est agrémenté de graines de tournesol et de graines de courge.

## Illustrations

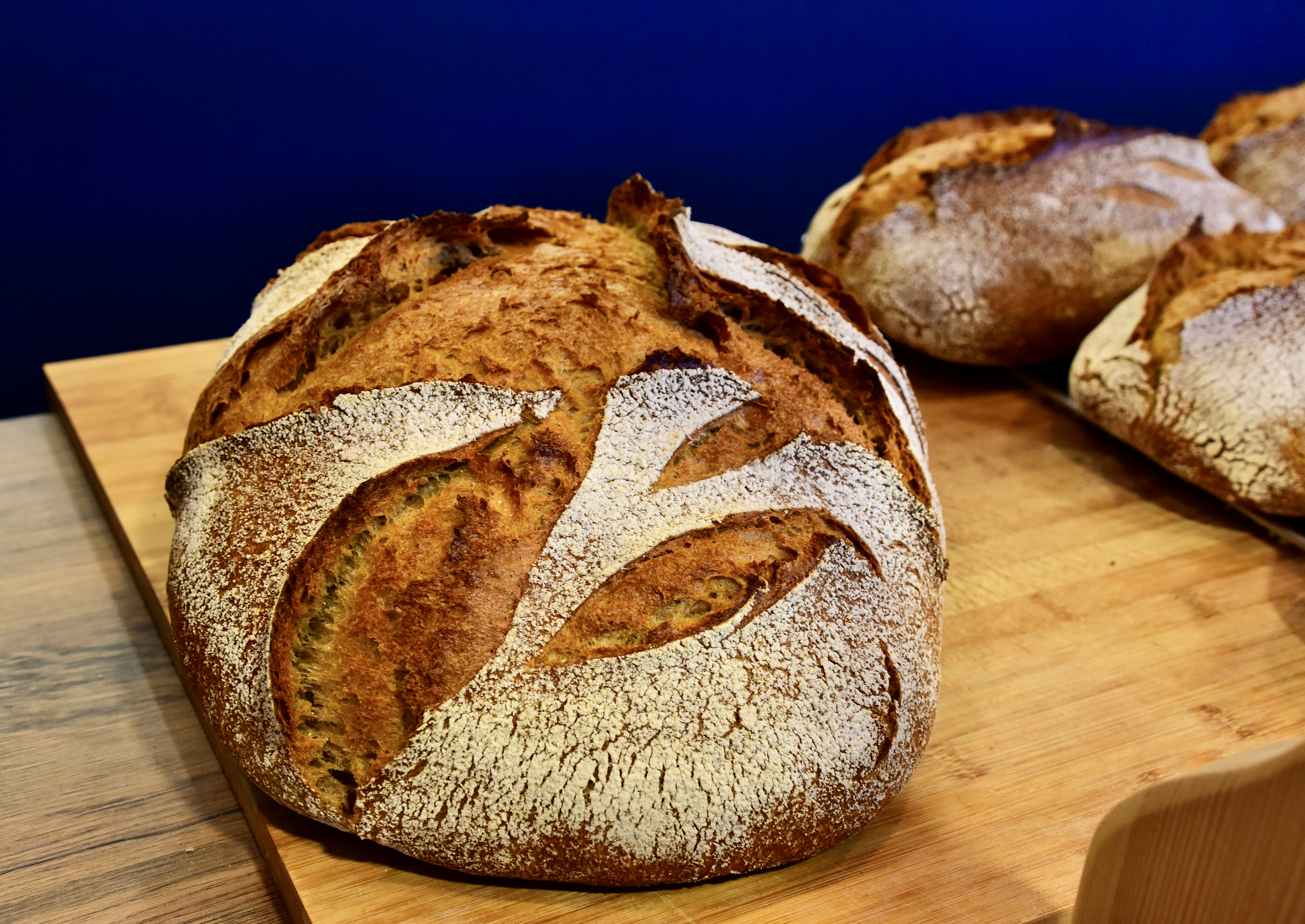
Pain de campagne naturel.
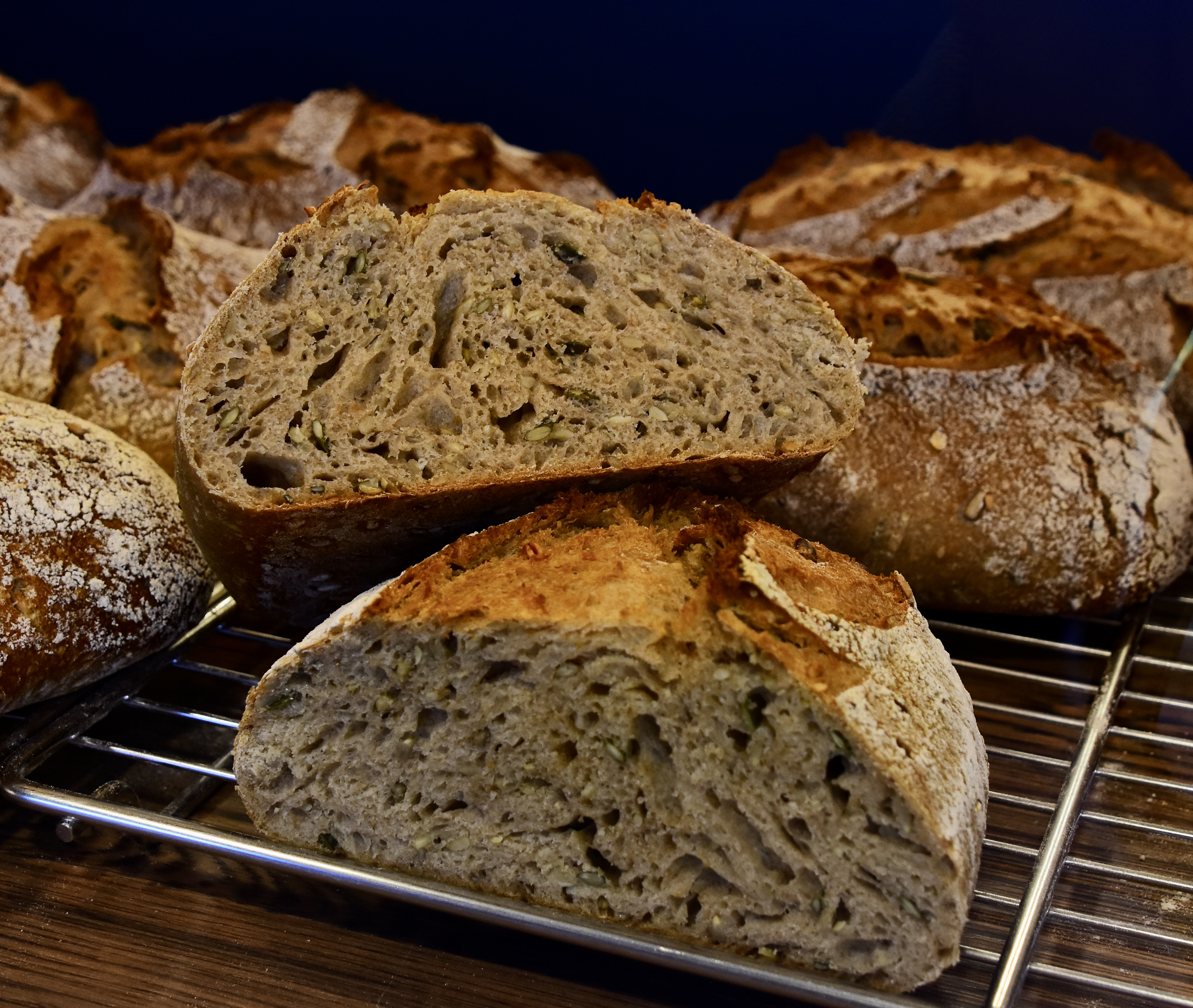
Pain de campagne graine bio au levain naturel.
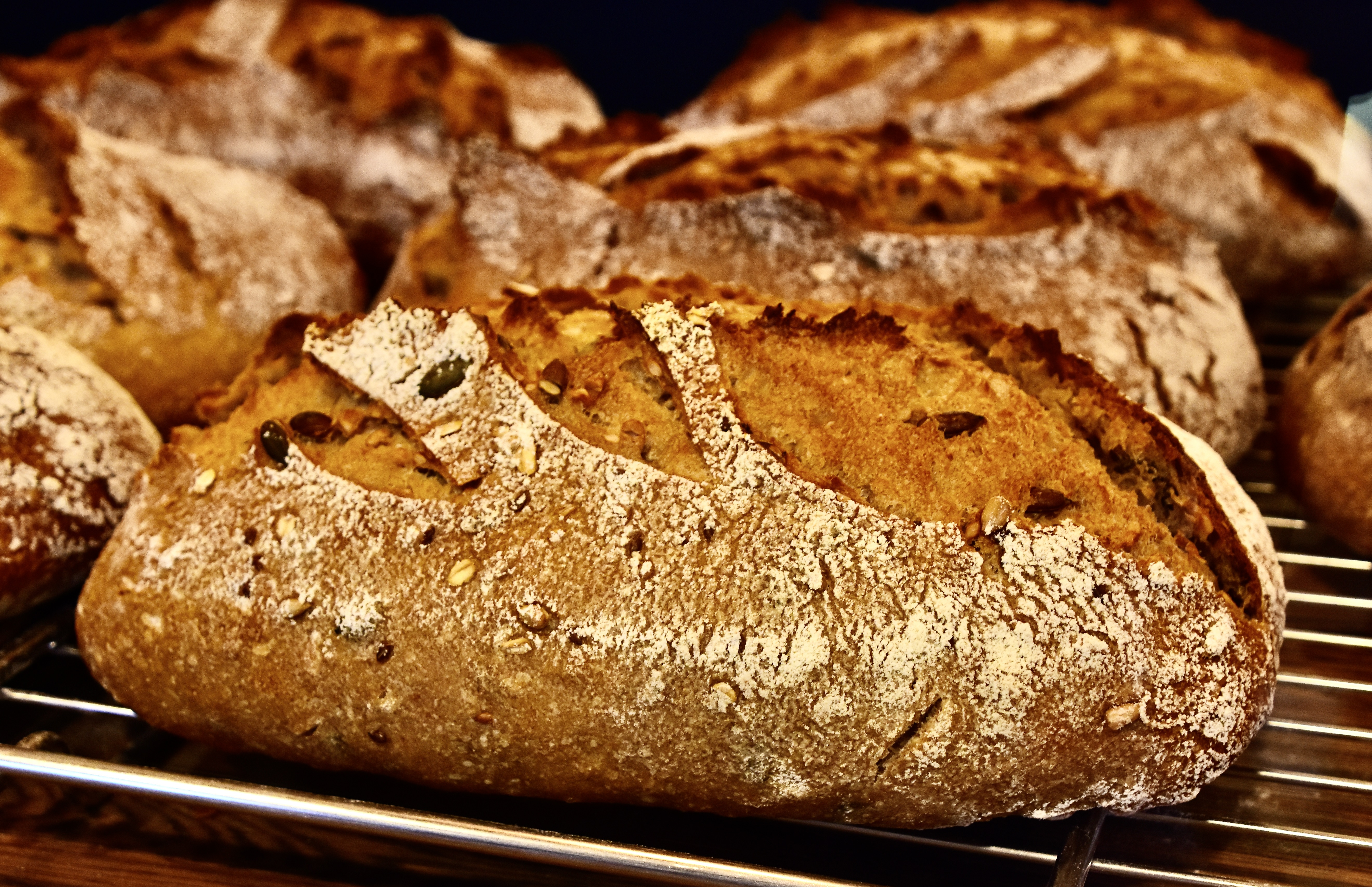
Pain de campagne graines au levain naturel.